# 纯量场

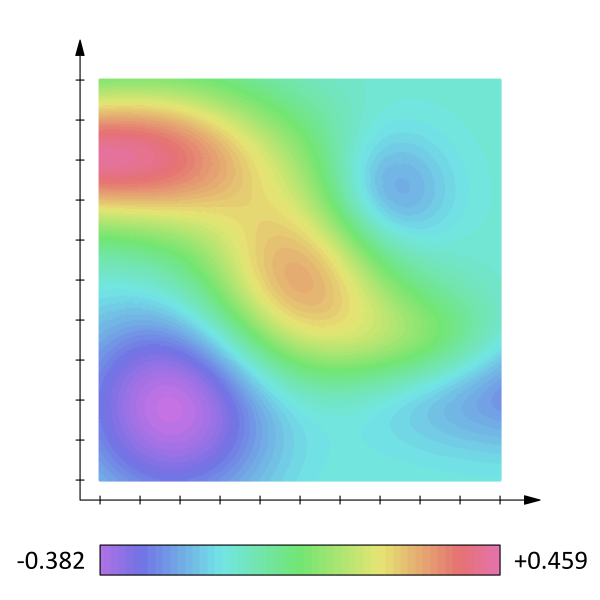
标量场

标量场，或称斯卡拉场（英语：Scalar Field）是数学和物理学中场的一种。假如一个空间中的每一点的属性都可以以一个标量来代表的话，那么这个场就是一个标量场。純量場通常用不同顏色表示大小，有時候會畫出等勢線。
常見的标量场有温度、氣壓及濕度場。
下圖是一個簡單的電場，兩邊各有一個點電荷。